# Riu del Cantó
El Riu del Cantó és un riu de Catalunya, afluent de la Noguera Pallaresa. Discorre pel terme de Soriguera, al Pallars Sobirà, dins del seu antic terme. Passa molt a prop dels pobles de Llagunes, Soriguera i Saverneda i a més distància dels de Rubió, Vilamur, Puiforniu i Llavaners.
El riu del Cantó es forma en el vessant occidental del Port del Cantó, prop de la Pedra del Cantó, a l'Obaga de Rubió, a 1.700 metres d'altitud. Des d'aquell lloc davalla bàsicament cap a l'oest, fent les habituals ziga-zagues dels rius de muntanya. Recorre de llevant a ponent tota l'Obaga de Rubió, al nord d'aquesta obaga, deixant el poble de Rubió enlairat al nord de la vall, en el lloc on rep per la dreta el Barranc de les Comes de Rubió i, tot seguit i pel mateix costat, el Barranc de Fenerllarg. Sempre cap al sud, troba l'Obaga de Llagunes, que ressegueix tota també d'est a oest per sota, al nord, al final de la qual troba a la dreta el poble de Llagunes. Tot seguit, comença a resseguir, igual que amb les altres dues obagues, l'Obaga de Soriguera, fins que arriba al costat meridional de Soriguera, on hi ha la Mola del Sastre. Entre Llagunes i Soriguera rep per la dreta el Barranc de Coma-sarrera i, just a ponent de Soriguera, el barranc denominat Torrentills.
Passat Soriguera, ressegueix per sota i pel costat de migdia tot el Solà, fins que rep, quasi alhora, per l'esquerra la Llau des Camps i per la dreta la Llau Taurit, i de seguida, altre cop per l'esquerra, la Llau dels Baens. Un xic més a ponent deixa enlairat al nord Vilamur i al sud, no tan enlairat, Puiforniu. En aquell tram rep primer per l'esquerra el Torrent de l'Olla, just a llevant de Puiforniu, i la Llau de Toscarri, a ponent d'aquest poble. Després de superar el Salt de l'Aigua, fa un tomb cap al nord-oest per evitar l'extrem sud-oest del Serrat de la Querrilla, deixa Llavaners al sud-oest, i arriba al Clot de l'Oliver, on rep per la dreta el Barranc de Molintrever, just superat el Serrat de Castilló.
Passat aquest clot, el riu del Cantó arriba a la part final del seu recorregut, ja a un nivell semblant al del seu abocament en la Noguera Pallaresa. Deixa al nord la Borda d'Orient, on rep per la dreta el Torrent de la Llau i, poc després, per l'esquerra la Llau de la Còfia. Deixa a migdia el Bosc de Saverneda i al nord l'Alzinar del Minguet, passa pel costat nord de Saverneda i recorre els seus darrers metres entre el Prat de Betran, al nord, i la carretera LV-5131, fins que arriba a l'extrem nord-est del Pont de l'Hostal Nou, on s'aboca en la Noguera Pallaresa.